# Álvaro Antón Camarero
 Álvaro Antón Camarero (Pinilla de los Barruecos, 28 december 1983) is een gewezen Spaans profvoetballer. Dit is een ervaren speler met een goede traptechniek op stilliggende ballen.  In 2017 tekende hij een contract bij CD Toledo.
Álvaro Antón liep de jeugdopleiding van Real Valladolid  door waarvoor hij tijdens het seizoen 2002-2003 debuteerde bij de B ploeg.  Op het einde van het seizoen debuteerde hij bij de A ploeg in de Primera División tijdens het 1-1 gelijkspel tegen Deportivo Alavés.  De ploeg kon zich echter niet handhaven op het hoogste niveau, waardoor hij vanaf seizoen 2003-2004 een kans kreeg bij de eerste ploeg.  Na drie campagnes in de Segunda División A was hij tijdens het seizoen 2006-2007 met 21 optredens en 2 doelpunten een van de smaakmakers van de terugkeer van de ploeg op het hoogste niveau.
Tijdens het seizoen 2007-2008 kreeg de speler enkel spelgerechtigheid tijdens de bekerwedstrijden, waardoor hij voor het tweede gedeelte van het seizoen uitgeleend werd aan Racing Ferrol, een club uit de Segunda División A.  Deze ploeg was in sportieve moeilijkheden en kon zich op het einde van het seizoen niet handhaven.
Ook tijdens het seizoen 2008-2009 werd hij uitgeleend.  Deze keer was het aan het net naar Primera División teruggekeerde CD Numancia.  Hij debuteerde op 31 augustus 2008 bij de ploeg uit Soria tijdens de tweede helft van de met 1-0 gewonnen wedstrijd tegen FC Barcelona.  Zijn opmars kende tijdens de maand november echter een abrupt einde na een kwetsuur opgelopen in de wedstrijd tegen Real Betis.  De speler keerde niet meer terug in de eerste ploeg.
Tijdens het seizoen 2009-2010 werd hij voor een derde maal uitgeleend, ditmaal aan Recreativo Huelva, een club uit de Segunda División A.  Bij deze ploeg kende hij tot nu zijn beste seizoen uit zijn carrière.
Deze goede prestaties gingen niet ongemerkt voorbij en na al deze omzwervingen zou hij tijdens het seizoen 2010-2011 nog één jaar terugkeren naar zijn allereerste ploeg,  Real Valladolid, dat weer beland was in de Segunda División A.  Gedurende de eerste helft van het seizoen was hij een basisspeler, een plaats die hij echter kwijtspeelde tijdens de tweede ronde.
Daardoor werd zijn contract niet verlengd en kwam hij vanaf seizoen 2011-2012 terecht bij reeksgenoot FC Cartagena.  Bij deze ploeg kon hij zich onmiddellijk opwerken als een van de basisspelers.  Net als de gehele ploeg behaalde de speler echter nooit zijn normale rendement.  Op het einde van het seizoen belandde de ploeg op een twintigste plek met degradatie als gevolg.
In juni 2012 verliet hij de havenploeg en vertrok met een tweejarig contract naar gewezen reeksgenoot CD Guadalajara.  Met deze ploeg heeft hij persoonlijk een geslaagd seizoen en met een achttiende plaats kon de ploeg zich sportief redden.  Maar door een fout in de omzetting van de ploegstructuur naar een ondernemingsstructuur werd de ploeg administratief verwezen naar de Segunda División B.
Om deze reden werd het contract ontbonden en keerde hij voor het seizoen 2013-2014 terug naar Recreativo Huelva, een reeksgenoot uit de Segunda División A.  Daar kwam hij een gewezen ploeggenoot van Cartagena tegen, Dimas Delgado Morgado.  Het eerste jaar werd een succesvol seizoen met een achtste plaats als resultaat en drie doelpunten uit 31 wedstrijden.  Tijdens het seizoen 2014-2015 zou hij voor de derde keer zijn plaats op het tweede niveau van het Spaanse voetbal na een twintigste plaats in de eindstand.  Hij had twee keer gescoord in 24 wedstrijden.
Maar ook voor het seizoen 2015-2016 vond hij onderdak bij een ploeg uit de Segunda División A, deze keer bij SD Ponferradina.  De ploeg zat constant in de lage middenmoot tot op de laatste speeldag toen de ploeg afzakte naar de negentiende plaats en degradatie naar de Segunda División B als gevolg.
Tijdens het seizoen 2016-2017 zou hij ook een stapje terug zetten bij Burgos CF, een ploeg uit de Segunda División B.
Het daaropvolgende seizoen 2017-2018 stapte hij over naar reeksgenoot CD Toledo.  Op het einde van het seizoen kon de ploeg haar behoud niet verzekeren.  De speler volgde de ploeg tijdens het seizoen 2018-2019 naar de Tercera División.  De ploeg zou op een vierde plaats de competitie afsluiten en zich zo voor de eindronde plaatsen.  In de eerste ronde werd de ploeg echter uitgeschakeld door Sestao River Club.  De speler werd ook behouden voor het seizoen 2019-2020.  De ploeg werd vice kampioen, maar kon de promotie tijdens de play offs niet afdwingen. Tijdens het overgangsseizoen 2020-2021 kon hij met de ploeg de promotie naar de Segunda División RFEF afdwingen.  Eerst zou hij de ploeg volgen, maar uiteindelijk zou hij nooit spelen.